# Jan Vyklický
Jan Vyklický (30. srpna 1949 – 4. února 2018) byl český soudce, působící u pražských obvodních soudů a později u Nejvyššího správního soudu. Spoluzakládal Soudcovskou unii a byl jejím prezidentem a později čestným prezidentem.

## Život
Vystudoval Právnickou fakultu Univerzity Karlovy a od roku 1974 působil jako soudce. Nejdříve na občanskoprávních úsecích několika pražských obvodních soudů (1974–1980 Obvodní soud pro Prahu 4, 1980–1982 Obvodní soud pro Prahu 5, 1982–1990 Obvodní soud pro Prahu 1 a 1990–2012 Obvodní soud pro Prahu 10), přičemž působil také jako místopředseda Obvodního soudu pro Prahu 1 a následně jako předseda Obvodního soudu pro Prahu 10. Odborně se mj. zabýval žalobami o náhradu škody způsobené nezákonným rozhodnutím nebo nesprávným úředním postupem. Od roku 2011 byl dočasně přidělen k Nejvyššímu správnímu soudu, jehož soudcem se stal o dva roky později.
Již v první polovině roku 1989 senát pod jeho vedením zčásti vyhověl žalobě Petra Uhla proti šéfredaktorovi Rudého práva Zdeňku Hořenímu, podané v červenci 1988, požadující opravu uveřejněných nepravdivých údajů; dále pak senát pod vedením Jana Vyklického v září a počátkem listopadu 1989 rozhodl ve prospěch historika Ericha Kulky (mj. proti nakladatelství Melantrich) a Jiřiny Šiklové (proti Rudému právu), v obou případech rovněž o opravu uveřejněných nepravdivých tvrzení.
Podílel se na ustavení Soudcovské unie České republiky, v letech 1990–1996 byl jejím prezidentem a od roku 2000 čestným prezidentem, a byl také jedním ze zakladatelů české pobočky Transparency International. Na mezinárodním poli byl členem centrálních výborů Mezinárodní a Evropské asociace soudců, správní rady nadace Justice in the World a komise UIM/IAJ pro statusové otázky soudců a organizaci moderního soudnictví. Těmto otázkám se celý svůj profesní život také intenzivně věnoval. V roce 2013 byl oceněn stříbrnou Randovou medailí za zásluhy na fungování demokratického právního státu a za reprezentaci českých právníků v zahraničí. Jeho jméno nese „Cena Jana Vyklického“, udělovaná od roku 2019 za mimořádný počin v oblasti justice.